# Forza Motorsport 6
Forza Motorsport 6 — відеогра в жанрі автосимулятор, розроблена компанією Turn 10 Studios і видана Microsoft Studios восени 2015 року ексклюзивно для ігрової консолі Xbox One. 
Весною 2016 року гра була анонсована для Windows 10 під назвою Forza Motorsport 6: Apex. Таким чином дана частина є не тільки третьою грою в серії Forza яка вийшла для консолі восьмого покоління, але і першою частиною яка була портована на ПК.

## Forza Motorsport 6: Apex для Windows 10
Весною 2016 року вийде умовно-безкоштовна версія гоночного симулятора Forza Motorsport 6 з підзаголовком Apex для Windows 10, яка буде поширюватися тільки через онлайн-магазин Windows Store. Її випуск є частиною спільних зусиль Microsoft по розширенню каталогу ігор на PC з метою спонукання користувачів до переходу на ОС Windows 10.
За словами Microsoft, нова Forza буде цікава не тільки давнім шанувальникам серії, але і новачкам, для яких передбачений режим кар'єри, який знайомить з усіма особливостями гри. Цей режим, іменований Showcase Tour, включає в себе дванадцять гоночних заходів, а також «цікаві відеоролики» за участю колишніх провідних Top Gear Річарда Хаммонда і Джеймса Мея.
У грі представлені 6 локацій, 20 трас і 63 автомобілі. Крім режиму кар'єри нова частина Forza запропонує те, що Microsoft називає «новий підхід до постановки завдань і підрахунку очок», завдяки чому гравці зможуть змагатися між собою, порівнюючи свої успіхи і досягнення.
Apex також запропонує традиційні особливості ігор серії Forza, наприклад, систему Drivatar, яка відстежує стиль водіння інших користувачів з метою «пожвавлення» штучних суперників на треку.
Компанія Microsoft планує додати внутрішньоігрова покупки, так що найбільш нетерплячі при бажанні зможуть розблокувати всі машини і траси відразу, заплативши за цю певну суму грошей. Решта ж зможуть поступово відкривати новинки, просто граючи в Apex.

## Ігровий процес
Гра працює в роздільності 1080p. Заїзд демонструється з різних ракурсів: з-заду автомобіля, з капота, і вид з кабіни, де видно роботу приладів і доступне ручне перемикання швидкостей.
Гра пропонує близько 200 автомобілів і 14 трас (що є менше, ніж в попередніх частинах). Система Driveatar в одиночній кампанії через хмарні обчислення пропонує змагатися з противниками, що діють за зразком поведінки живих гравців. Drivatar за кілька заїздів визначає поведінку гравця на трасі та завантажує її алгоритми на сервер Microsoft. При цьому гравець отримує кошти за успішні виступи його Drivatar'а проти інших реальних гравців.
Багатокористувацький режим підтримує до 24-х гравців одночасно, у порівнянні з 8 в третій частині і 16 в четвертій. Також в грі з'явилися виділені сервери. В ньому передбачена можливість створення своїх клубів, проходження он-лайн заїздів, а також тюнінг автомобілів.

## Зовнішні посилання
- Forza Motorsport 6 на MobyGames (англ.)